# Michael Cassidy (acteur)
Pour les articles homonymes, voir Michael Cassidy et Cassidy.
Michael Cassidy est un acteur américain, né le 20 mars 1983 à Portland (Oregon).

## Biographie

### Jeunesse et formations
Michael Cassidy naît le 20 mars 1983 à Portland (Oregon). En 2001, il est diplômé à la La Salle High School (en) à Milwaukie (Oregon), et, en 2003, également diplômé du conservatoire au The New Actors Workshop (en) à New York.

### Carrière
En 2004, il commence sa carrière à la télévision : il joue Zach Stevens dans la série Newport Beach (The O.C.), jusqu'en 2005. Son personnage y a une relation intermittente avec Summer Roberts.
En 2006, il décroche le rôle de Dylan West / Houdini dans le long métrage Zoom : L'Académie des super-héros (Zoom) de Peter Hewitt.
En 2007, il rejoint les acteurs de Smallville, dans le rôle de Grant Gabriel, nouveau rédacteur qui tombe sous le charme de Lois Lane. En vérité, c'est Julian Luthor, le frère cloné et plus âgé de Lex.
En 2012, il incarne Tyler Mitchell dans Men at Work, jusqu'en 2014. Même année, il décroche un petit rôle dans Argo de Ben Affleck et Maman, j'ai raté ma vie (The Guilt Trip) d'Anne Fletcher.

### Vie privée
Depuis le 27 août 2006, Michael Cassidy est marié à Laura Eichhorn[réf. nécessaire].

## Filmographie

### Cinéma

#### Longs métrages
- 2005 : The Girl from Monday de Hal Hartley : Ted
- 2006 : Zoom : L'Académie des super-héros (Zoom) de Peter Hewitt : Dylan West / Houdini
- 2012 : Argo de Ben Affleck : l'analyste de Jordan
- 2012 : Maman, j'ai raté ma vie (The Guilt Trip) d'Anne Fletcher : le faux Andy (non crédité)
- 2015 : Night of the Living Deb de Kyle Rankin : Ryan Waverly
- 2016 : Batman v Superman : L'Aube de la Justice (Batman v Superman: Dawn of Justice) de Zack Snyder : Jimmy Olsen (caméo)
- 2017 : The Stray de Mitch Davis : Mitch Davis
- 2018 : Dog Days de Ken Marino : Dr Mike
- 2020 : Breaking Fast de Mike Mosallam : Kal
- 2021 : Army of the Dead de Zack Snyder : le sergent Kelly

#### Courts métrages
- 2005 : Dare d'Adam Salky : Johnny
- 2006 : The Break de Peter Beals : Wayne
- 2008 : San Gabriel de Campbell Maynes : Mike
- 2017 : The Angry River d'Armen Perian : le faux
- 2018 : The Dare Project d'Adam Salky : Johnny

### Télévision

#### Téléfilms
- 2010 : The Pink House de Kenny Schwartz et Rick Wiener
- 2015 : Not Safe for Work de Betsy Thomas : Dale
- 2018 : Ma cible pour Noël (Jingle Around the Clock) de Paul Ziller : Max Turner

#### Séries télévisées
- 2004-2005 : Newport Beach (The O.C.) : Zach Stevens (19 épisodes)
- 2007 : Hidden Palms : Enfer au paradis (Hidden Palms) : Cliff Wiatt (8 épisodes)
- 2007-2008 : Smallville : Grant Gabriel / Julian Luthor (7 épisodes)
- 2008-2009 : Privileged : Charlie Hogan (15 épisodes)
- 2009 : Rockville CA : Dax (2 épisodes)
- 2010 : Blue Belle : Daniel
- 2011 : Castle : Greg McClintock (saison 3, épisode 5 : Anatomy of a Murder)
- 2012 : Happy Endings : Nick (saison 2, épisode 10 : The Shrink, the Dare, Her Date and Her Brother)
- 2012 : Are You There, Chelsea? : Jonathan (saison 1, épisode 1 : Pilot)
- 2012 : Scandal : Travis Harding (saison 1, épisode 3 : Hell Hath No Fury)
- 2012 : CollegeHumor Originals : Robert (épisode : Breaking Dawn Outtakes)
- 2012-2014 : Men at Work : Tyler Mitchell (31 épisodes)
- 2013 : Masters of Sex : Dr Malcolm Toll (saison 1, épisode 11 : Phallic Victories)
- 2014 : Millennial Parents : Leo (saison 2, épisode 2 : Tamed in the Man Cave)
- 2015 : Stalker : Brian Mitchell (saison 1, épisode 20 : Love Kills)
- 2016 : The Magicians : James (4 épisodes)
- 2016 : Night Shift : Sam (4 épisodes)
- 2016-2017 : People of Earth : Jonathan Walsh (20 épisodes)
- 2018 : Grey's Anatomy : Station 19 (Station 19) : Peter (saison 1, épisode 8 : Every Second Counts)
- 2018 : The Guest Book : Tim (saison 2, épisode 4 : Killer Party)
- 2019 : To Whom It May Concern (saison 1, épisode 1 : Pilot)
- 2019-2020 : The Rookie : Le Flic de Los Angeles (The Rookie) : Caleb Wright (2 épisodes)
- 2020 : Into the Dark : Tom (saison 2, épisode 8 : Delivered)
- 2021 : Resident Alien (série télévisée) : Dr Ethan Stone (3 épisodes)
- 2021 : Mythic Quest : Peter Cromwell (saison 2, épisode 6 :Backstory!)